# Rimes essentielles
 (décembre 2022).
La mise en forme du texte ne suit pas les recommandations de Wikipédia : il faut le « wikifier ».
Les points d'amélioration suivants sont les cas les plus fréquents. Le détail des points à revoir est peut-être précisé sur la page de discussion.
- Les titres sont pré-formatés par le logiciel. Ils ne sont ni en capitales, ni en gras.
- Le texte ne doit pas être écrit en capitales (les noms de famille non plus), ni en gras, ni en italique, ni en « petit »…
- Le gras n'est utilisé que pour surligner le titre de l'article dans l'introduction, une seule fois.
- L'italique est rarement utilisé : mots en langue étrangère, titres d'œuvres, noms de bateaux, etc.
- Les citations ne sont pas en italique mais en corps de texte normal. Elles sont entourées par des guillemets français : « et ».
- Les listes à puces sont à éviter, des paragraphes rédigés étant largement préférés. Les tableaux sont à réserver à la présentation de données structurées (résultats, etc.).
- Les appels de note de bas de page (petits chiffres en exposant, introduits par l'outil «  Source ») sont à placer entre la fin de phrase et le point final[comme ça].
- Les liens internes (vers d'autres articles de Wikipédia) sont à choisir avec parcimonie. Créez des liens vers des articles approfondissant le sujet. Les termes génériques sans rapport avec le sujet sont à éviter, ainsi que les répétitions de liens vers un même terme.
- Les liens externes sont à placer uniquement dans une section « Liens externes », à la fin de l'article. Ces liens sont à choisir avec parcimonie suivant les règles définies. Si un lien sert de source à l'article, son insertion dans le texte est à faire par les notes de bas de page.
- La présentation des références doit suivre les conventions bibliographiques. Il est recommandé d'utiliser les modèles {{Ouvrage}}, {{Chapitre}}, {{Article}}, {{Lien web}} et/ou {{Bibliographie}}. Le mode d'édition visuel peut mettre en forme automatiquement les références.
- Insérer une infobox (cadre d'informations à droite) n'est pas obligatoire pour parachever la mise en page.

Pour une aide détaillée, merci de consulter Aide:Wikification.
Si vous pensez que ces points ont été résolus, vous pouvez retirer ce bandeau et améliorer la mise en forme d'un autre article.
Albums de IAM
Yasuke
(2019) HHHistory
(2023)
Rimes essentielles est le dixième album studio du groupe de rap français IAM, sorti le 3 décembre 2021 sur les labels Côté Obscur et La Cosca.
La production de l'album et les textes de plusieurs morceaux sont imprégnés de la crise du coronavirus. Ceci se reflète dans le nom de l'album, « Rimes essentielles » étant une référence aux déplacements et commerces déclarés « non-essentiels » par le gouvernement français dans le cadre de la gestion de la crise. Le titre de chacun des EPs dont l'album est constitué évoque également cette crise (les « vagues » de l'épidémie).

## Genèse
Durant la crise du coronavirus, IAM se lance dans la production de nouveaux titres. « Au début, il n'y avait pas de plan, on voulait juste faire des morceaux pour s'occuper, prendre du temps. [...] Et puis le fait de ne pas pouvoir se déplacer, on s'est dit : "ok, on intègre notre studio et on va travailler de manière artisanale" » explique Akhenaton. Il ajoute : « Pour nous, ça a servi d’exutoire : on ne pouvait pas aller sur scène, on a passé du temps en studio, on a fait des morceaux, on a écrit des lyrics, on a composé des musiques et fait des scratchs. On s'est occupé. Ça nous a permis de traverser des mois qui auraient été psychologiquement beaucoup plus difficiles si on n'avait pas fait de musique. »
Rimes Essentielles est produit par le groupe IAM lui-même, sans le label Def Jam France comme ce fut le cas pour leurs quatre précédents albums. Akhenaton : « Symboliquement c'était le retour à Concept, c'est-à-dire le retour à un album autoproduit. De Concept à Rimes Essentielles, il y a une boucle d'un peu plus d'une trentaine d'années. » Kheops y voit l'avantage d'une plus grande liberté artistique : « On est en autoproduction, on est libre, on fait ce qu'on veut. Donc on s'est retrouvé comme à l'époque de Concept. »
Concernant la production des morceaux, Shurik'n explique que « le challenge était de garder cette touche qui est la nôtre avec beaucoup de mélodies et des atmosphères très prononcées, tout en contournant le problème lié aux samples. » Kheops ajoute : « On a travaillé - je ne dirais pas mixtape - mais plus roots que d'habitude. »
L'album se caractérise par la place prépondérante d’Akhenaton : outre sa présence au chant sur tous les morceaux (en solo sur cinq d'entre eux), il produit ou co-produit la musique de 22 des 24 morceaux. Imhotep, occupé par un déménagement durant la production de l'album, n'est crédité que sur deux morceaux en tant que producteur (dont Rubans noirs, inspiré du morceau On the Road Again de Bernard Lavilliers). Akhenaton raconte que « faire les prods [...] et une partie des textes puis mixer et faire les prises de voix - j'ai fait l'ingé sur tout l'album - était un peu trop lourd dans le temps qui m'a été imparti. Je ne le referai pas 150 fois. Je le referai volontiers mais avec quelques mois en plus. [...] J'ai fini bien sur les genoux, bien fatigué. »

## Analyse et description
Shurik'n : « On dit toujours qu'un album est en général une photographie de comment on est au moment où on le fait : physiquement, psychologiquement et émotionnellement. Dans cet album-là, on trouve de tout : on passe par la frustration, l'espoir, la joie de se retrouver en studio, la frustration à nouveau, l'espoir à nouveau, la colère, l'impatience, l'incompréhension. Tout ça se retrouve. »
Akhenaton : « L'album est né de la période de confinement et d'enfermement qu'on a connue avec des annulations successives de tournées. Donc on y trouve des morceaux complètement détachés, festifs et positifs et des morceaux plus engagés, beaucoup plus mordants. Je trouve que la période s'y prête assez bien. Donc c'est un album d'IAM classique. Rien ne change depuis 35 ans : les albums d'IAM ont toujours été un petit mélange entre des morceaux souriants et des morceaux plus engagés. »
Sur France Inter, Mathilde Serrell décrit « un rap presque AOC, méthode de fabrication traditionnelle à base de scratchs et de samples. [...] IAM est venu relever les compteurs et fustige un genre en "blingification". »
Dans l'émission C à vous, Pierre Lescure décrit l'album comme « éclectique, festif, avec des morceaux beaucoup plus mordants, beaucoup plus engagés. Il y a un retour aux sources et un regard sur notre époque. »
L'Obs qualifie les morceaux de « engagés, modernes et produits comme à l’ancienne. [...] L’occasion d’un bilan de plus de trente années de carrière, avec des « instrus » à grands coups de scratchs et de samples. Et de se projeter vers l’avenir, avec ses « Rimes essentielles » qui sont probablement les meilleures depuis celles de « L’École du micro d’argent » »

## Sortie
Le 25 juin 2021 sort l'EP de six titres Première vague, suivi de Deuxième Vague le 17 septembre 2021, Troisième Vague le 22 octobre 2021 et enfin Quatrième Vague le 19 novembre 2021. Les morceaux des quatre EPs sortent ensuite réunis dans l'album Rimes essentielles le 5 décembre 2021. « Au départ, il n’étais même pas question d'album. On voulait sortir des EPs, quelque chose qui était pour les fans. Et puis on s'est dit à la fin : "pourquoi ne pas les réunir pour toucher les gens qui ne le sont pas spécialement" puisqu'il y aura tous les supports » et pas seulement le support vinyle, explique Kheops.
En vinyle, l'album sort dans un fourreau noir rassemblant les quatre EPs. En CD, les 24 titres de l'album sont édités sur un double CD. L'album est également distribué sur les principales plateformes de streaming et de ventes de fichiers numériques.

## Jaquette
La jaquette contient une référence à chacun des autres albums d'IAM, à commencer par Concept : « C'est marrant parce qu'on a fait une sorte de boucle, de retour vers le travail du premier album qui est Concept. [...] C'est pour ça qu'au centre des vinyles on retrouve le logo de Concept. » explique Akhenaton. Ainsi, on distingue sur la jaquette : le logo de Concept au centre, le logo de De la planète Mars en haut à gauche, les colonnes de Ombre est lumière dans la montagne de gauche, le cavalier de L'École du micro d'argent et le tigre de Revoir un printemps en bas à droite, le "5" de Saison 5 sur l'un des drapeaux, le temple de Arts martiens dans la montagne de droite, celui de ...IAM en bas de la montagne de gauche, le poing fermé de Rêvolution au bout du bâton du cavalier et, sur l'eau, le radeau de Yasuke. Les jaquettes des quatre EPs mises côte-à-côte forment la jaquette de Rimes Essentielles.

## Liste des morceaux
L'album Rimes essentielles est constitué des EPs Première vague, Deuxième vague, Troisième vague et Quatrième vague. L'édition CD rassemble les deux premiers EPs sur le premier disque et les deux derniers sur le second.
Tous les scratches sont de DJ Kheops.
| Première vague | Première vague                               | Première vague     | Première vague | Première vague | Première vague | Première vague | Première vague | Première vague | Première vague |
| No             | Titre                                        | Compositions       | Durée          |                |                |                |                |                |                |
| -------------- | -------------------------------------------- | ------------------ | -------------- | -------------- | -------------- | -------------- | -------------- | -------------- | -------------- |
| 1.             | Poursuite du bonheur (featuring Meryem Saci) | Akhenaton          | 3:47           |                |                |                |                |                |                |
| 2.             | Poison d'avril                               | Akhenaton          | 4:07           |                |                |                |                |                |                |
| 3.             | Tout ce qu'on est                            | Akhenaton          | 3:35           |                |                |                |                |                |                |
| 4.             | Soundbwoi                                    | Akhenaton          | 3:49           |                |                |                |                |                |                |
| 5.             | Mes étoiles                                  | Akhenaton          | 3:47           |                |                |                |                |                |                |
| 6.             | Feeling                                      | Amine Edge & Dance | 3:25           |                |                |                |                |                |                |
| 22:22          |                                              |                    |                |                |                |                |                |                |                |

| Deuxième vague | Deuxième vague                                             | Deuxième vague | Deuxième vague | Deuxième vague | Deuxième vague | Deuxième vague | Deuxième vague | Deuxième vague | Deuxième vague |
| No             | Titre                                                      | Compositions   | Durée          |                |                |                |                |                |                |
| -------------- | ---------------------------------------------------------- | -------------- | -------------- | -------------- | -------------- | -------------- | -------------- | -------------- | -------------- |
| 1.             | Mirages (featuring Elodie Rama et Allen Akino)             | Akhenaton      | 3:35           |                |                |                |                |                |                |
| 2.             | Trotteuse                                                  | Akhenaton      | 4:11           |                |                |                |                |                |                |
| 3.             | Change (featuring Sly Johnson, Elodie Rama et Denis Thery) | Akhenaton, Hal | 4:18           |                |                |                |                |                |                |
| 4.             | Rap inconscient (featuring Waly Dia)                       | Akhenaton      | 3:42           |                |                |                |                |                |                |
| 5.             | Du rêve dans les veines                                    | Akhenaton      | 4:52           |                |                |                |                |                |                |
| 6.             | Rubans noirs                                               | Imhotep        | 3:47           |                |                |                |                |                |                |
| 24:27          |                                                            |                |                |                |                |                |                |                |                |

| Troisième vague | Troisième vague             | Troisième vague    | Troisième vague | Troisième vague | Troisième vague | Troisième vague | Troisième vague | Troisième vague | Troisième vague |
| No              | Titre                       | Compositions       | Durée           |                 |                 |                 |                 |                 |                 |
| --------------- | --------------------------- | ------------------ | --------------- | --------------- | --------------- | --------------- | --------------- | --------------- | --------------- |
| 1.              | Au final (featuring Said)   | Akhenaton, Imhotep | 3:30            |                 |                 |                 |                 |                 |                 |
| 2.              | Limonade et sirop de menthe | Akhenaton          | 4:45            |                 |                 |                 |                 |                 |                 |
| 3.              | Oublie ce qu'on t'a dit     | Akhenaton, Dance   | 4:01            |                 |                 |                 |                 |                 |                 |
| 4.              | Des mots crasseux           | Akhenaton          | 4:49            |                 |                 |                 |                 |                 |                 |
| 5.              | Été (featuring Elodie Rama) | Akhenaton, Cehashi | 4:34            |                 |                 |                 |                 |                 |                 |
| 6.              | Yeah yeah                   | Akhenaton, Hal     | 3:24            |                 |                 |                 |                 |                 |                 |
| 25:06           |                             |                    |                 |                 |                 |                 |                 |                 |                 |

| Quatrième vague | Quatrième vague                                                 | Quatrième vague    | Quatrième vague | Quatrième vague | Quatrième vague | Quatrième vague | Quatrième vague | Quatrième vague | Quatrième vague |
| No              | Titre                                                           | Compositions       | Durée           |                 |                 |                 |                 |                 |                 |
| --------------- | --------------------------------------------------------------- | ------------------ | --------------- | --------------- | --------------- | --------------- | --------------- | --------------- | --------------- |
| 1.              | Vos hommes ont les mains sales (featuring Relo et Aïda Touihri) | Akhenaton          | 3:24            |                 |                 |                 |                 |                 |                 |
| 2.              | Pouvoir au peuple                                               | Akhenaton          | 4:56            |                 |                 |                 |                 |                 |                 |
| 3.              | Eldorado la continuación                                        | Akhenaton          | 4:26            |                 |                 |                 |                 |                 |                 |
| 4.              | Pics et vallées                                                 | Akhenaton, Cehashi | 3:43            |                 |                 |                 |                 |                 |                 |
| 5.              | N'importe quoi                                                  | Akhenaton          | 2:23            |                 |                 |                 |                 |                 |                 |
| 6.              | Une fleur                                                       | Akhenaton          | 4:15            |                 |                 |                 |                 |                 |                 |
| 23:09           |                                                                 |                    |                 |                 |                 |                 |                 |                 |                 |

## Clips
Les clips sont co-réalisés par Akhenaton et Didier Daarwin et tournés dans Marseille et ses alentours. « Plutôt que de mettre tous les budgets sur un ou deux morceaux des EPs, on a réparti les budgets et on a sorti pleins de clips playback avec des belles images dans un décor industriel » explique Akhenaton.
Les clips ont été diffusés sur la chaîne Youtube de La Cosca, le label d'IAM (date de sortie indiquée entre parenthèses) :
- Feeling (11 juin 2021)
- Tout ce qu'on est (25 juin 2021)
- Poison d'avril (7 juillet 2021)
- Soundbwoi (16 juillet 2021)
- Poursuite du bonheur (30 juillet 2021)
- Rap inconscient (10 septembre 2021)
- Mirages (28 septembre 2021)
- Des mots crasseux (11 octobre 2021)
- Au final (22 octobre 2021)
- Vos hommes ont les mains sales (5 novembre 2021)
- N'importe quoi (19 novembre 2021)
- Pics et Vallées (2 décembre 2021)
- Du rêve dans les veines (27 juin 2022)
- Mes étoiles (22 juillet 2022)
- Été (25 novembre 2022)

## TournéeWarrior Tour
Après plusieurs annulations de la tournée de Yasuke au bout de trois concerts en raison des restrictions sanitaires, le groupe assure une série de concerts entre les étés 2021 et 2022 en France, Belgique et Suisse, dont un concert au Musée du Quai Branly dans le cadre de l'exposition Ultime Combat : Arts Martiaux d'Asie.
La tournée est intitulée « Warrior Tour » : « Notre présence dans les salles est due à notre mentalité de guerrier. On a pris des positions. On fait en sorte que nos actions soient en adéquation avec nos convictions » explique Akhenaton.